# Prémio Satellite de melhor filme
O Prémio Satellite de melhor filme posteriormente foi dividido entre: melhor filme dramático e melhor filme de comédia ou musical.

## Vencedores
| Ano  | Filme (Comédia ou Musical/Drama) 1996-2009 | Título no Brasil / em Portugal                                                                      | Diretor                              |  |
| ---- | ------------------------------------------ | --------------------------------------------------------------------------------------------------- | ------------------------------------ |  |
| 2016 | La La Land                                 | La La Land: Cantando Estações / La La Land: Melodia de Amor                                         | Damien Chazelle                      |  |
|      | Manchester by the Sea                      | Manchester à Beira-Mar / Manchester by the Sea                                                      | Kenneth Lonergan                     |  |
| 2015 | Spotlight                                  | Spotlight - Segredos Revelados / O Caso Spotlight                                                   | Thomas McCarthy                      |  |
| 2014 | Birdman                                    | Birdman ou (A Inesperada Virtude da Ignorância / Homem-Pássaro                                      | Alejandro González Iñárritu          |  |
| 2013 | 12 Years a Slave                           | 12 Anos de Escravidão / 12 Anos Escravo                                                             | Steve McQueen                        |  |
| 2012 | Silver Linings Playbook                    | O Lado Bom da Vida / Guia para um Final Feliz                                                       | David O. Russel                      |  |
| 2011 | The Descendants                            | Os Descendentes                                                                                     | Alexander Payne                      |  |
| 2010 | The Social Network                         | A Rede Social                                                                                       | David Fincher                        |  |
| 2009 | Nine The Hurt Locker                       | Nove Guerra ao Terror / Estado de Guerra                                                            | Rob Marshall Kathryn Bigelow         |  |
| 2008 | Happy-Go-Lucky Slumdog Millionaire         | Simplesmente Feliz / Um Dia de Cada Vez Quem Quer Ser Um Milionário? / Quem Quer Ser Um Bilionário? | Mike Leigh Danny Boyle               |  |
| 2007 | Juno No Country for Old Men                | Onde os Fracos Não Têm Vez / Este País Não é Para Velhos Juno                                       | Jason Reitman Ethan Coen & Joel Coen |  |
| 2006 | Dreamgirls The Departed                    | Dreamgirls - Em Busca de um Sonho / Dreamgirls Os Infiltrados / Entre Inimigos                      | Bill Condon Martin Scorsese          |  |
| 2005 | Walk the Line Brokeback Mountain           | Johnny & June / Walk the Line O Segredo de Brokeback Mountain                                       | James Mangold Ang Lee                |  |
| 2004 | Sideways Hotel Rwanda                      | Sideways - Entre Umas e Outras / Sideways Hotel Ruanda                                              | Alexander Payne Terry George         |  |
| 2003 | Lost in Translation In America             | Encontros e desencontros / O Amor é um Lugar Estranho Na América / Terra dos Sonhos                 | Sofia Coppola Jim Sheridan           |  |
| 2002 | My Big Fat Greek Wedding Far from Heaven   | Casamento Grego / Viram-se Gregos Para Casar Longe do Paraíso                                       | Joel Zwick Todd Haynes               |  |
| 2001 | Moulin Rouge! In the Bedroom               | Moulin Rouge - Amor em Vermelho / Moulin Rouge Entre Quatro Paredes / Vidas Privadas                | Baz Luhrmann Todd Field              |  |
| 2000 | Nurse Betty Traffic                        | Enfermeira Betty / Betty Traffic / Traffic — Ninguém Sai Ileso                                      | Neil LaBute Steven Soderbergh        |  |
| 1999 | Being John Malkovich The Insider           | Quero ser John Malkovich / Queres ser John Malkovich? O Informante / O Informador                   | Spike Jonze Michael Mann             |  |
| 1998 | Shakespeare in Love The Thin Red Line      | Shakespeare Apaixonado / A Paixão de Shakespeare Além da Linha Vermelha / A Barreira Invisível      | John Madden Terrence Malick          |  |
| 1997 | As Good as It Gets Titanic                 | Melhor É Impossível Titanic                                                                         | James L. Brooks James Cameron        |  |
| 1996 | Evita Fargo                                | Evita Fargo                                                                                         | Alan Parker Joel Coen                |  |